# Mase (plaats)
Mase is een plaats en voormalige gemeente in het Zwitserse kanton Wallis, en maakt sinds 1 januari 2011 deel uit van de gemeente Mont-Noble in het district Hérens.
Het dorp ligt op een hoogte van 1340 m, op een afstand van 15 km van Sion.
- Historisch woordenboek van Zwitserland: 002706
- Virtual International Authority File: 297631970